# Самборский, Андрей Афанасьевич
Андре́й Афана́сьевич Самбо́рский (1732—1815) — протоиерей Русской православной церкви, законоучитель и духовник императора Александра I. Крупнейший землевладелец Изюмского уезда.

## Биография

### Семья, образование
Андрей Афанасьевич родился в семье священника в слободе Нижняя Сыроватка Сумского полка Слободской Украины.
Состоял в браке с 1768 года с перешедшей в православие англичанкой Елизаветой Фильдинг (скончалась в 1794 году). В семье были две дочери:
- Анна (1770—после 1843), воспитывала детей своей сестры после её смерти.
- София (1772—1812), с 1791 года замужем за русским дипломатом, будущим первым директором Императорского Царскосельского Лицея В. Ф. Малиновским (1765—1814).
- Александр (род. 1776), о нём мало известно. Остался в Англии для продолжения образования (после возвращения Самборского в Россию).
- Исаия (1779—1783).

Среднее образование получил в духовном училище в Белгороде (где «обучался латинскому языку»), а высшее — в Киевской духовной академии, которую окончил в 1765 году.

### Служба в Англии
После окончания Самборским академии её руководство, в соответствии с волей императрицы Екатерины II, направило выпускника в Англию для изучения агрономии. При этом Андрею Самборскому было поручено «смотрение» за другими молодыми людьми, посланными вместе с ним. Одновременно он стал служить «церковником» при русской церкви в Лондоне. После того как прибывший с Андреем Самборским преподаватель Киевской академии иеромонах Ефрем (Дьяковский), не дождавшись ответа на прошение о переводе из Лондонской церкви, в 1767 году самовольно уехал, русский посланник Алексей Мусин-Пушкин рекомендовал на вакантное место именно Самборского. В 1768 году Андрей Самборский отправился в Санкт-Петербург, где был хорошо принят, как церковными иерархами, так и некоторыми светскими сановниками. 6 (17) сентября он был рукоположён в Петропавловском соборе во диакона, а 8 (19) сентября — в церкви Рождества Пресвятой Богородицы во священники, после чего возвратился настоятелем в русскую церковь в Лондоне. Здесь он служил не только на церковнославянском языке — для греков и сочувствующих православию англичан богослужения велись на греческом или латинском языке.

О 15-летнем английском периоде жизни отца Андрея Самборского сведений осталось мало, но в письме к императору (1804) он писал: 
Сия просвещенная страна [то есть Англия] да засвидетельствует, с какою ревностью и чистотою совершал я чрез многие годы богослужение, которое утверждает в человеках чистую веру, которая едина утверждает царские престолы, содействием которой народы пребывают в тишине и единодушии. По совершении священной должности в храме, всё прочее время употреблял я для приобретения не собственной пользы, а блага общего — успехов российских художников, кораблестроителей, мореходцев, земледельцев, пользуясь всеми возможными случаями и способами.
 В 1780 году, получив, вероятно, от русского посланника хорошие отзывы об отце Андрее, Екатерина II вызвала его в Россию. Ещё ранее Самборский подготовил себе преемника — будущего долговременного настоятеля и посла протоиерея Иакова Смирнова (Линицкого), — которого вызвал в Англию ещё в 1776 году.

### Царскосельский период. Настоятель собора
После возвращения из Англии, Екатерина II назначила отца Андрея Самборского настоятелем Софийского собора, построенного по проекту Чарльза Камерона в 1782 — 1788 годах в городе Софии рядом с Царским Селом. Будучи соборным протопопом, отец Андрей применял и полученные в Англии знания по садоводству. Ему принадлежит планировка увеселительного и нравоучительного сада в Царском Селе, устроенного по мотивам «Сказки о царевиче Хлоре», сочиненной Екатериной II для внука Александра. Самборский состоял членом Императорского Вольного экономического общества. Любопытно, что и по переселении в Россию священник не переставал ходить в светской одежде, стричь волосы на голове и брить бороду и усы, на что им было испрошено императорское разрешение.
Отец Андрей Самборский был близко знаком со многими высокопоставленными сановниками-малороссами. Среди них князь А. А. Безбородко, к которому священник, например, обращался в 1783 году со своим непременным предложением повсеместного введения в России улучшенных способов земледелия и полеводства. Предполагают, что близость отца Андрея к высшим кругам не сыграла большой роли в его взлёте. Скорее всего, императрица лично усмотрела в Самборском человека нужного в тот период её правления. Стремясь к сближению с Западной Европой, к адаптации к российскому менталитету движения европейского просвещения, имея достаточно советников и немецкого и французского направления, она не могла не остановить своего внимания на умном русском человеке, пробывшем 15 лет в Англии, отлично знакомом с её жизнью и учреждениями. Личность Самборского была симпатична многим, и он производил благоприятное впечатление. Кроме того, его миновали увлечения деизмом и материализмом, распространённые среди обучавшихся в Англии. Там же Самборский воспринял уважение к закону и праву, прогрессивность стремлений, что очень импонировало императрице.

В 1782 году Екатерина II назначила протоиерея Андрея Самборского духовником цесаревича Павла Петровича и его супруги. В этом звании ему поручили сопровождать молодую чету в её путешествии по Европе. После возвращения в Россию в 1783 году на Самборского императрицей собственноручно был возложен особый крест из синей финифти, осыпанный бриллиантами, на голубой ленте. Затем отец Андрей год прожил на родине в деревне Каменке. Здесь он позаботился о материальном положении своих многочисленных родственников. По результатам наблюдения жизни крестьян и состояния сельского хозяйства в Малороссии он писал 9 (20) сентября 1783 года князю А. А. Безбородко с предположением возможности «аппликовать» правила агрономии, приобретённые священником в Англии. 
С уверением могу сказать, что во всех местах России можно завести доброе и весьма прибыточное государству хозяйство. О нынешнем российском доношу, что оно в самом бедственном положении. Крестьяне не разумеют никакого порядка и теряют по крайней мере третью часть времени, которое, по долговременной зиме, должно быть весьма дорого. Теряют они почти половину хлеба, причем весьма изнуряют свои силы и скотов, что причиняет чувствительнейший вред государству.

### Законоучитель, школа земледелия
После возвращения в 1784 году со Слободской Украины отец Андрей Самборский получил назначение законоучителем и преподавателем английского языка к великому князю Александру Павловичу и его брату Константину Павловичу, а позже и к великим княжнам — Александре, Елене и Марии Павловнам. По поводу этого назначения Самборский писал жене в Лондон: 
Так как эта должность имеет важнейшее значение для нашего отечества и, можно сказать, для всего человечества, то я обязан пройти чрез самое строгое самоиспытание… Со всевозможным усердием и бдительностью должен я начать мою священную обязанность.

Вступив в новую должность, Самборский получил в подарок мызу Белозёрку (на дороге из Павловска в Царское Село), где он решил применить свои агрономические познания. Перед этим он вывез сюда из Англии жену и дочерей. Отец Андрей часто совершал педагогические прогулки с великими князьями по полям Белозёрки, объясняя им пользу земледелия, входил с ними в избы крестьян, знакомя с их бытом и нуждами. Это время своей деятельности Самборский позже (в 1804 году) характеризовал в письме к императору Александру I: 
Время было для меня златое и драгоценное… Ваше Величество могли весьма ясно познать мою прямую систему религии евангельской и религии сельской, из которых происходят благонравие и трудолюбие, которые суть твердое основание народного благоденствия.
Летом 1787 года Самборский был в Москве и селе Коломенском, где сопровождал великих князей, встречавших императрицу, возвращавшуюся из Крыма. Там он произнёс приветственную речь, которая вскоре была напечатана. Там же его посетил знакомый с детства М. М. Сперанский. Позже Сперанский стал частым гостем протоиерея, в доме которого встретил свою будущую жену.

Отношение законоучителя и его учеников хорошо определяет переписка, которую они вели во время болезни отца Андрея Самборского в 1787—1791 годах. В письме от 12 (23) декабря 1787 года, изложив сущность своих преподанных великим князьям религиозных наставлений, Самборский замечает: 
По совершении молитв, Вы должны обратить все Ваше внимание на те науки, которые споспешествуют просвещению… Бог, одарив Вас щедро талантами душевными и телесными, взыщет строго отчёт о их употреблении. Наставникам Вашим повинуйтесь во всякой кротости, доверенности и чистосердечии. Впрочем, во всяком человеческом состоянии старайтесь находить своего ближнего. Тогда никого не обидите, тогда исполните закон Христов.
 Будущий император отвечал ему благодарностью за письмо и за наставления, «которые он будет стараться всем своим сердцем исполнять». Александр писал Самборскому в 1788 г.: 
Я чрезвычайно обязан вам за ваше письмо, правила и советы, в нём изложенные, глубоко проникнули в меня, и я надеюсь применить их сообразно вашему желанию. Я очень сожалею, что болезнь ваша препятствует мне пользоваться вашими беседами.
 Ещё позже, в юношеские годы Александра, Самборский пишет ему: 
Я должен Вам с твердостью духа сказать, а Вы с равномерною [твердостью] принять, что Вы вступили уже в юношество, которое бывает распаляемо страстями и влекомо к вредным пожеланиям, которых тот юноша жертвою не бывает, который закон Божий и здравый рассудок поставляет бдительным стражем над своими деяниями.
 На это письмо Александр Павлович отвечал: 
Покорнейше благодарю вас, А. А., за ваше письмо. Жалею весьма, что так долго лишён удовольствия вас видеть и самолично свидетельствовать ту искренность, с которою навсегда пребуду вам усерднейший…
 Поскольку Екатерина II стремилась быстрее женить Александра Павловича для продолжения потомства, его воспитание окончилось раньше срока. По случаю обручения великого князя 10 (21) мая 1793 года с принцессой Луизой, нареченной при этом Елизаветою Алексеевной, Самборский послал ему письмо: 
Воспитание Ваше кончилось. Теперь Вы, благоверный Государь, должны Богу, отечеству и всякому человеку порознь сами за себя отвечать во всех деяниях. А паче: в Вашем высоком рождении есть некоторое коварное и зловредное ласкательство, угнетающее правду. Все земные владыки делались более или менее жертвою оного. Дабы спастись от будущих несчастий, Вы должны, во-первых, остерегаться всевозможным образом ласкательства и, во-вторых, сохранять свято обязанность брака, который начинается теперь обручением.
Впоследствии отец Андрей остался законоучителем брата и сестер Александра Павловича. В 1797 году Самборский создал в Белозёрке школу практического земледелия, приносившую, кроме всего, и экономический доход.

### Венгерский период
В 1799 году Великая княгиня Александра Павловна была выдана замуж за австрийского эрцгерцога и венгерского палатина Иосифа. Самборский был направлен с ней в Буду в качестве личного духовника. Будучи в Австрии священник открыто проявлял сочувствие славянскому национальному движению на территории монархии, а также склонил к этому и великую княгиню. Вследствие этого её положение при австрийском дворе стало особенно тяжёлым. После кончины великой княгини в 1801 году отцу Андрею Самборскому стоило больших усилий настоять на подобающей высочайшей особе торжественности погребения и опровергнуть распространявшийся иезуитами слух, будто покойная перед смертью приняла католицизм. С этой целью Самборский успел издать гравированное изображение отпевания великой княгини в православной церкви со всеми аксессуарами православного чинопоследования, и распространить эту литографию между православными славянами и греками. До 1804 года Самборский оставался настоятелем построенной по его инициативе церкви-усыпальницы великой княгини.

### В отставке
В 1804 году Самборский решил возвратиться в Россию. По дороге он посетил Черногорию и Грецию; в Крыму составил описание своего путешествия Здесь отец Андрей, тяготившийся бездействием, предполагал остаться, чтобы заняться миссионерством среди татар, а также показать на деле, «каким образом можно обратить дикие степи в хлебородные поля и завести везде правильную систему полевого хозяйства». «Сию опустошенную страну сам Бог предназначил для того, чтобы священнослужением в ней я запечатлел остаток дней моих», — писал он императору снова в 1805 году, отказываясь при этом от жалованья за этот труд. Однако высочайшего разрешения не последовало, и Самборский поселился в своём имении Стратилатовку Слободско-Украинской губернии. Здесь он весь отдался сельскохозяйственным и филантропическим занятиям: распространял между своими крестьянами рациональные понятия о земледелии; ввел в употребление усовершенствованные земледельческие орудия, выписанные из Англии; развёл испанскую породу овец; организовал шелковичную плантацию; устроил богадельню для престарелых, дом для вдов и сирот, больницу с аптекой при ней, училище для детей своих крестьян, правильное привитие оспы. Тогда же отец Андрей приобрёл в собственность незадолго до этого открытые Александровские минеральные воды (в 40 верстах от Изюма). После того как приглашённый священником профессор химии Харьковского университета Ф. Гизе определил терапевтическое использование источников, Самборский благоустроил эти воды и открыл их для общественного пользования, устроив больницу на 30 человек и наняв на свои средства медика. Наконец, между своими крестьянами отец Андрей ввёл оригинальный сельский суд — из стариков, который имел право награждать за добродетели и наказывать за пороки. К тому моменту (с 1804 года) отец Андрей получал пенсию в размере 11260 рублей в год (в том числе — 7600 рублей из Кабинета Его Величества и 2000 рублей от Венгерского палатина).
Несмотря на все успешные и добрые предприятия, священнику плохо жилось и в Малороссии, как видно из писем его к императору Александру и князю А. Н. Голицыну. «Признаюсь, — писал Самборский в одном из них, — что мне некогда безопаснее было жить с неверными турками, нежели с моими христианскими соседями, на месте моего рождения». У отца Андрея появились недоброжелатели: одни распространяли слух, что он «находится под гневом Его Величества», а другие — что «он шпион государев». Прежний же владелец местности, где была устроена водолечебница, совершил мошеннические действия, возбудив против Самборского всё местное дворянство.
Император успокоил отца Андрея, пожаловав ему бриллиантовые знаки ордена Святой Анны 1-й степени с особым рескриптом, и велел переселиться в Санкт-Петербург, где священнику было предоставлено обширное помещение в Михайловском замке. Здесь он устроил для себя храм из подвижной церкви, в которой священнодействовал в Вене, с иконами, принадлежавшими лично великой княгине Александре Павловне и с убранством «из её царственных одежд», купленных отцом Андреем после её кончины «на публичной продаже». В 1806 году через графа Н. И. Салтыкова ему был пожалован малый мальтийский крест.
Однако в 1807 году Самборский снова проживает в Стратилатовке. В 1809 году отправляется в Крым (Симферополь и Евпаторию) к грекам, о которых он пишет А. Н. Голицыну: «Не могу довольно описать их сердечных движений и пламенеющих молений о благочестивейшем Государе, на которого они надеются, что Бог избрал его для их избавления». В 1812 году он возвратился в столицу, где и провёл последние годы своей жизни, почти не сходя с одра болезни. Здесь его часто посещали воспитанники Царскосельского лицея и дарили свои рисунки.
Скончался 5 (17) октября 1815 года и был погребён рядом с зятем, В. Ф. Малиновским, на Большеохтинском кладбище (Шлиссельбургская дорога; на могиле — колонна на постаменте, чугунный крест утрачен).
По смерти его, согласно его предсмертной просьбе, его двум дочерям и внукам была оставлена пенсия из Кабинета Его Величества и право пользования его квартирой в Михайловском замке. Кроме того, семейству Самборского был прощён долг земельному банку (36000 рублей), «нажитый — как писал Самборский в предсмертном письме императору, — не роскошью и мирскою суетностию, но приобретением общего блага».

## Оценка личности
В продолжение 15 лет Самборский находился при Александре І, и не только был его законоучителем, совершал для него богослужения, был его духовником, но часто делил с ним время его досугов, делал вместе с ним прогулки, бывал у него, как домашний человек в свободное от занятий время. Уже это одно даёт основание предполагать, что он имел большое влияние на Александра, на его развитие и характер мировоззрения. Известная христианская религиозность Александра, выразившаяся с особенною силою в идее Священного Союза, не могла быть плодом влияния кого-либо другого, кроме Самборского.

Доселе даже в специальных биографиях Александра І имя Самборского едва лишь упоминается. И то, что говорится о Самборском в некоторых сочинениях об эпохе Александра, носит характер пристрастия и односторонности. В основу этих неблагоприятных суждений о Самборском обыкновенно полагается свидетельство квакера Греллье: «воспитатели, приставленные к Александру, отличались известными достоинствами, но это не были верующие христиане [то есть верующие по-квакерски], первоначальное его воспитание не сообщало ему религиозной настроенности; хотя он имел обыкновение, согласно правилам греческой церкви, утром и вечером читать известные молитвы, но это ему не нравилось»; хотя в этих словах Греллье имя Самборского даже не упоминается, а говорится о «воспитателях», на которых жалуется в своих письмах и Самборский, как на лиц, парализовавших его уроки религии, М. Я. Морошкин («Иезуиты в России», т. II, стр. 25) прямо относит этот отзыв именно к нему и утверждает, что влияние Самборского на будущего царя ограничивалось только изучением краткого катехизиса, сочинённого для сельских школ, и формальным исполнением церковных обрядов, без всякого знания их смысла и значения: 
По образованию своему Самборский был невеликий богослов, по складу ума, по воззрениям и симпатиям был более агроном, чем богослов, англичанин более, чем православный священник, более прочей своей братии развитой, но и более её удалившийся от чистоты и духа православия.

Подробнее эти же суждения о Самборском развивает  Надлер в специальном сочинении «Император Александр и идея Священного Союза»: 
На религиозное воспитание будущего самодержца было обращено внимание во всех отношениях крайне поверхностное; оно было поручено человеку малоизвестному, не выдававшемуся ни богословскими познаниями, ни религиозно-нравственными качествами. Возникает вопрос: не удалялся ли он от чистоты и духа православия?
Влияние Самборского было отрицательное. Александр не знал Бога.
Ряд благоприятных суждений о Самборском начинает барон Корф: в «Жизни Сперанского» он называет Самборского человеком «весьма замечательным по высоким качествам». Г. Шумигорский считает Самборского одним из образованнейших людей своего времени, несмотря на близкое знакомство с философией своего времени и долгое пребывание за границей сохранившим веру в христианство и оставшимся вполне преданным православной церкви и русскому народу. (Русский Архив, 1891 г., кн. II. стр. 311). Новейшие материалы, изданные уже после появления суждений о Самборском барона Корфа и Шумигорского, как нельзя более подтверждают эти суждения.
Насколько ученым богословом был Самборский, для окончательного суждения о том хотя пока и нет достаточных данных, но всё-таки следует знать, что он был лучший ученик лучшего богослова своего времени, Самуила Миславского, и целой плеяды знаменитых профессоров Киевской Академии; что — лучший, видно из того, что он был поставлен во главе своих товарищей, вместе с ним отправленных в Англию. Хотя в своём автобиографическом показании, данном Св. Синоду, он сам выражается, что «отчасти слушал богословие», но это «отчасти» правильнее понимать не в том смысле, что он слушал лишь часть богословия, а в том, что богословие составляло в полном составе часть прослушанного им академического курса. Богословских сочинений (если не считать его перевода на английский язык «Чина венчания в православной церкви», оставшегося ненапечатанным, сделанного им специально для своей невесты, и перевода на русский язык с немецкого сочинения «Об исповеди», также не изданного) Самборский не написал потому, что, находясь в Англии, всё своё время безраздельно должен был посвящать, как он пишет императору Александру, для выполнения практических обязанностей, на нём лежавших — руководства не только его товарищей, прибывших с ним для изучения агрономии, но и всех русских деловых людей, приезжавших из России с образовательными целями, которым руководство знающего человека было необходимо в малоизвестной стране и которого этим людям не у кого было найти в то время, кроме него.
О твёрдости же его религиозно-православных убеждений и о преданности его православной церкви в новейшее время имеются свидетельства самые решительные. В Англии именно он имел хорошую школу борьбы за православие, как видно из его неоднократных упоминаний в письмах к Александру I о «суеверии [суеверием он постоянно называет деизм, в то время господствовавший в Англии, может быть и масонство, а также материализм и вообще неверие], противящемся Богу и его помазанникам, о страшном, немилосердном суеверии, горькие плоды которого он вкушал, но против которого боролся всеми силами, не щадя живота своего». Не мог он, человек интеллигентный, не входить в более или менее в соприкосновение с областью жизни внерелигиозной того времени в Англии, но из своего знакомства с этою областью он вынес для себя отрицательное отношение к этим доктринам и боролся с ними, защищая принцип религиозно-церковный.

Об уроках собственно закона Божия, преподанных великим князьям и княжнам, ныне имеются самые подробные и точные сведения в двух «донесениях» о том самого Самборского и в речи его на экзамене по Закону Божию великой княжне Александре Павловне. Действительно руководством по Закону Божию для наследника был предписан Самборским «краткий катехизис», составленный для народных школ; но из названных документов видно, что законоучитель отнюдь не стеснялся им, имея его лишь программой своего курса; что великим княжнам Самборский преподавал по руководству «катехизиса пространного»; что его курс Закона Божия обнимал всю систему христианского Богословия, не опуская ни одного из догматов православной церкви; затем ученики читали по главам Евангелие и вообще книги Нового Завета в выдержках, изданных для народа, с переводом со славянского на русский. На первом плане у него стояло учение о Боге, как Творце мира, всемогущем и всеблагом, что законоучитель пояснял рядом примеров из окружающего мира, стараясь возбудить и развить в учащихся самую главную обязанность христианина — любовь к Богу. Затем, изображая видимый мир и его творения, а также показывая в судьбах мира и человечества пути Божественного Провидения, законоучитель старался развить в учащихся вторую главную христианскую обязанность — любовь к ближнему. Вообще на первом плане в его уроках было нравственное христианское учение, — «с наблюдением, чтобы непорочные души были предохранены от всяких предубеждений и земных школьных умствований». 
Было чтено Св. Евангелие с русским переводом, а также и на английском языке, чтобы сердце было наполняемо чистейшим благонравием, естественным и евангельским. Смиренная жизнь Спасителя и его страдания не имели другой цели, как любовь к человечеству, почему сердца их высочеств образовались главно к благотворению.
 Затем следовали богословские положения, в вопросах и ответах, с чтением книги Деяний и Посланий апостольских. Тот и другой курс — великим князьям и великим княжнам — заканчивался церковною историею, изложение которой имело целью показать, что греко-российская церковь не была пременяема и ныне премениться не может, и рождённые в ней должны оставаться в ней тверды и непреложны до последнего издыхания. «Подвигом добрым подвизался, против суеверия, противящегося самому Богу и помазанникам». «Выше и драгоценнее самой жизни моей поставляю, возвестить любезнейшему отечеству, что их высочеств сердца суть расположены ко всякой благостыне, что угодно есть пред Богом».

Как личность, Самборский особенно хорошо и подробно обрисовывается в письме его к главному воспитателю князю Н. И. Салтыкову, писанном ещё в самом начале его законоучительства — в 1788 г. Письмо начинается изложением понятий автора о современном положении вещей в России, что сделать он считает необходимым потому, что воспитание Александра Павловича, вверенное ему, Салтыкову, и под его начальством в числе других и законоучителю, есть дело, в котором оба они должны будут дать строжайший отчёт перед отечеством и перед страшным Судиею. О самом себе Самборский замечает, что он счёл себя обязанным замкнуться в себя: «с людьми обращаюсь из единой точию благопристойности, провождаю жизнь уединенную и по настоящим темным обстоятельствам довольно осторожную, не вхожу ни в какой союз доверенности», — и то, что изложить ниже, заимствует «от народного гласа, который можно слышать на стогнах, на распутиях, на торжищах». Здесь он везде слышит вольноглаголание всеобщее, замечает 
чувство, устремляющееся к необузданной вольности, предвещающее отечеству наиужаснейшее кровопролитие. К сему насильно влечёт народ угнетение и грабительство алчных судей и властей, которые на единой только мзде продают правосудие, беззаконную же мзду употребляют на вящее зло — на изобретение разнообразного сладострастия и роскоши, уловляющей непорочные нравы, расторгающей обеты непорочного ложа, искореняющей всякое благонравие и благочестие.
Евангельский закон — опора чистой нравственности — стеснён неверием, суеверием и лживотолками опасных лжеучителей, корыстолюбием первосвященников и священнослужителей, которые пастырствуют более ради своего чрева и фарисейских почестей, нежели для блага пасомых. От такого ослабления и небрежения закона Божия всякие развраты, неправды и неиссчетные злоупотребления в общежитии усилились до крайности, любовь к ближнему толико иссякла, что редкие сыны церкви и отечества служат благу общему, редкие внемлют гласу обидимых и сирот, вопиющих к небесам.
 Из всего этого автор письма заключает, что уже исполнилась мера Божия милосердия и наступило время Божия правосудия, актом которого автор считает продолжающуюся ещё войну (1788 г.).

О своем влиянии на воспитанника Самборский даёт такое замечательное свидетельство: 
Мне… он всегда оказывал послушание, почтение и любовь и такое чистосердечие, что при первых моих увещаниях всегда, без словопрения, обнажал мне свою душу и преступления, в коих раскаивался нередко со слезами, и уверял меня самим Богом, что те преступления… соделал не по предразмышлению или жестокосердию, но по легкомыслию и скоропостижности. Известно вашему сиятельству, что такое его благорасположение я приобрёл не ласкательством, не подлым снисходительством, но единообразным моим поведением, твёрдыми правилами, кроткими, проистекающими от глубины душевные, советами».
Его Высочество от природы одарён добрым сердцем, кротким нравом, и склонностями к благу общему. А что он начал преображаться в противный характер, сему неоспоримо суть причиною окружающие его господа кавалеры. Но и нас, окружающих винить совсем нельзя, ибо мы не так воспитаны, чтобы воспитывать великих князей, винить же нас надобно в том, что мы не часто читаем инструкцию, данную великою Екатериною; винить тех надобно, которые препираясь о первоначальстве и личных достоинствах, влагали в уста младых воспитанников предосудительные внушения о неспособности других. По долгу и ревности мне осталось сказать, что время и нужда настанет, дабы вы спасали великого князя Александра. По душевным его свойствам вы можете сделать его весьма добрым государем и добрым отцом народа. Потому завременно надлежит ему внушать плоды миролюбия, первый источник благоденствия народного, на котором основывается слава государей и государств.

Заканчивая это замечательное письмо, которым «сложил славной души зело угнетавшее её бремя», Самборский обращается к своей всегдашней любимой теме — к заботе о всяческом благе народа, а также просит об устройстве училищ для народа. В деятельности Самборского, не имеющей непосредственного отношения к его законоучительству, особенно выдаются его заботы о славянстве и о простом народе. В Буда-Пеште он сблизился с тогдашними главными сербскими деятелями и, разделяя их надежды на освобождение сербов от австрийского и турецкого ига, не раз брал на себя ходатайство перед русским правительством о заступничестве России за сербов, сначала через князя Чарторижского, которому писал о том трогательное и убедительное письмо, с приложением подробной записки о состоянии православного сербского населения под властию Турции и Австрии, составленной православным сербским митрополитом Стефаном (Стратимировичем). Записка эта была представлена в 1804 г. императору Александру. В 1808 г. он лично от себя обращался с таким же ходатайством к своему бывшему ученику в особом письме на его имя; а также неоднократно и в письмах последующего времени. В 1809 г., в письме по поводу мира со Швецией, Самборский говорит: 
Премудростию Вашею утвержденный мир, толико славный для России, да пребудет незыблем во вся грядущие времена, — есть моя горячайшая молитва, и да в полном и в цветущем здравии совершите и другой богоугодный подвиг: избавление христианских церквей, нам единоверных. Великость и твердость Вашего духа подает и в сем событии твердую надежду.
 По другому письму его к императору Александру и пребывание великой княгини Александры Павловны в Венгрии было и залогом защиты и душевным утешением миллионов единоверных нам сербов; да и последователи лютеранства, реформатства и католичества считали её залогом избавления сербов от австрийского ига. Сами король и палатин венгерские, по словам Самборского, поддерживали её в чувствах любви к соплеменникам, внушённой и развитой в ней её любимым и особенно чтимым законоучителем. Хлопоты и ходатайства Самборского о славянах остались тщетными. Но все-таки, как известно, император Александр посетил и южную Чехию и Угорскую Русь, хотя это посещение не имело последствий для улучшения положения православных в Австрии, тем более — в Турции. Из писем Самборского к императору Александру и князю Голицыну видим, что предметом особенной заботливости Самборского было также улучшение быта помещичьих крестьян в России и народное образование. Вообще Самборский вёл обширную переписку со многими выдающимися деятелями того времени. В собрании его бумаг имеются весьма приветливые и любезные письма к нему от Потёмкина, Безбородко, Салтыкова, Кочубеев, Чарторижского, Чернышёвых, Кутузова, Панина, Ливена, Сперанского, Трощинского, Е. Р. Дашковой, Н. С. Мордвинова, Демидова, Ягужинского, Коновницына, Траверсе, и других видных людей того времени.

## Сочинения протоиерея А. А. Самборского
- Самборский А. А., прот. Описание практическаго аглинскаго земледелия, собранное из разных аглинских писателей Андреем Афанасьевичем г. Самборским, протоиереем, находящимся при Российском посольстве в Лондоне / Под ред. С. Десницкого. — М.: Унив. тип., у Н.Новикова, 1781. — 88 с.
- Самборский А. А. Речь ея императорскому величеству по благополучном возвращении из путешествия их императорских высочеств. — СПб.: Печ. у Шнора, [1787]. — [4] с.
- Самборский А. А. Выписки из писем протоиерея Самборского из Вены от 14 Июня І804 / Сообщ. А. А. Малиновским // Русский архив, 1868. — Изд. 2-е. — М., 1869. — Стб. 111—120. — Под загл.: О восстановлении нового славяносербского государства. Архивная копия от 5 июня 2013 на Wayback Machine